# Kolofon

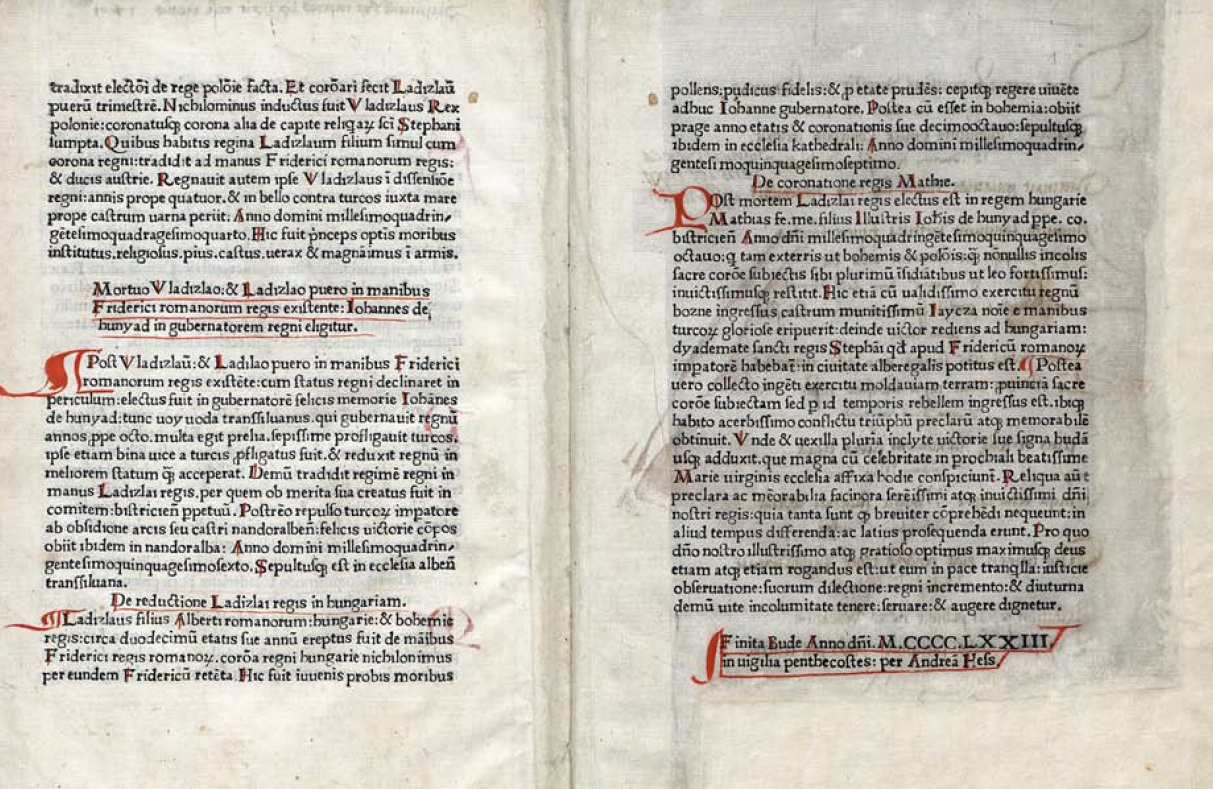
A Chronica Hungarorum kolofonja: „Finita Bude anno Domini MCCCCLXXIII in vigilia penthecostes: per Andream Hess”

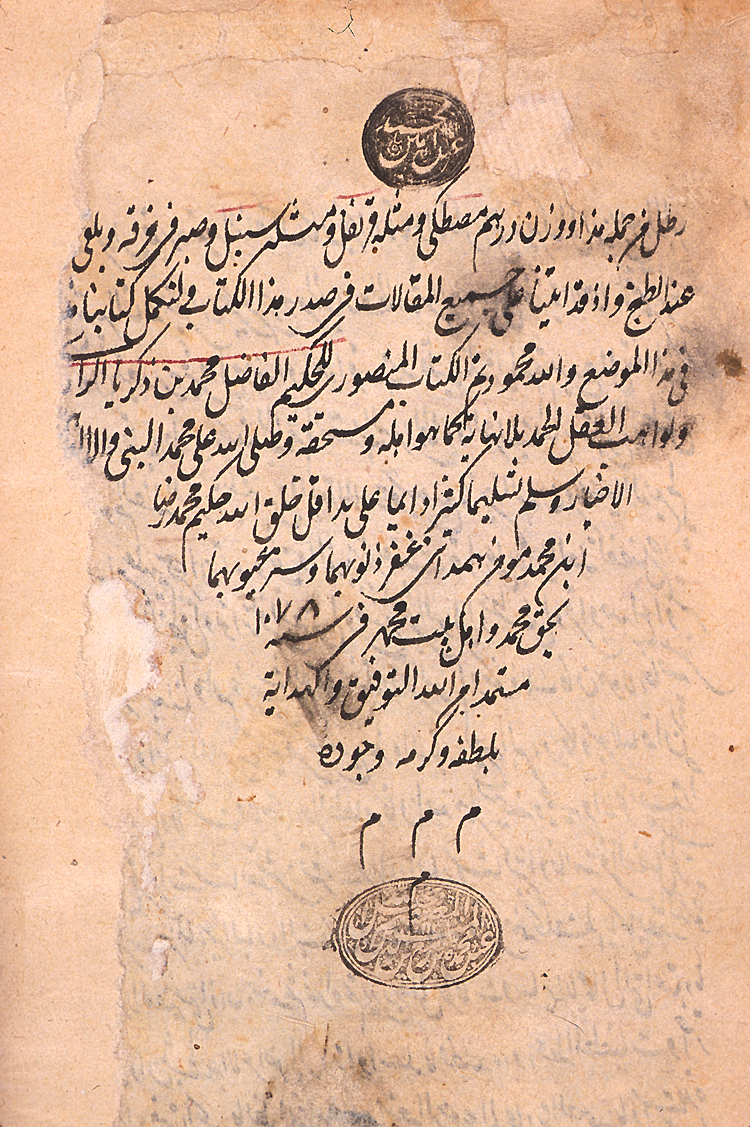
Razi orvosi könyvének kolofonja

A kolofon görög eredetű szó (görögül: κολοφών [kolophón], latinul: colophon); jelentése: csúcs, vég.
A régi könyvek, kódexek, középkori kéziratok, sőt modern könyvek végén elhelyezett hosszabb impresszum, amely az alábbi adatokat tartalmazhatja:
- a másoló (scriptor)/nyomdász/kiadó neve
- a másolás/nyomtatás/kiadás helye
- a másolás/nyomtatás/kiadás ideje
- a megrendelő neve
- a másoló (scriptor)/nyomdász/kiadó egyéb megjegyzései.

Többnyire tölcsér alakban szedték; belőle alakult ki a könyvcím. A könyvtörténet fontos forrása is, hiszen ezek alapján közel 220 könyvmásolót ismerünk név szerint a középkori Magyarországról.
A modern könyvben a szövegtől elkülönült adatközlő rész a címlap hátoldalán vagy a könyv végén. Adattartalmát szabvány írja elő.